# Чорна Вода (річка)
Чорна Вода, Чарода, Чаронда — річка в Україні, права притока Тиси. Басейн Дунаю. Довжина 48 км. Площа водозбірного басейну 742 км². Похил 0,5 м/км. Долина V-подібна, у середній і нижній течії трапецієподібна завширшки до 7 км. Заплава розчленована осушувальними каналами. Річище слабковиявлене, частково каналізоване. Використовується на господарські потреби.
Бере початок з джерел на південно-західних схилах Вулканічного хребта. Тече по території Мукачівського району Закарпатської області.